# Zumpango (município)
Zumpango pertence à Região Zumpango, é um dos municípios localizados ao nordeste do Estado de México, no México.

## Governo e administração
A cabecera municipal é a cidade de Zumpango de Ocampo, lugar onde governa a autoridade mais importante do município que es apresentado por o Ajuntamento.
| Prefeito                    | Periodo   |
| --------------------------- | --------- |
| Rogelio Muñoz Serna         | 2000-2003 |
| Luis Decaro Delgado         | 2003-2006 |
| Enrique Mazutti Delgado     | 2006-2009 |
| Alejandro C. Flores Jimenez | 2009-2012 |
| Abel Neftali Dominguez Azuz | 2013-2015 |
| Enrique Mazutti Delgado     | 2015-2018 |
| Miguel Ángel Gamboa Monroy  | 2019-2021 |

## Demografia
| Localidade              | Povoação |
| Total Município         | 159,647. |
| Zumpango de Ocampo      |          |
| San Juan Zitlaltepec    |          |
| San Bartolo Cuautlalpan |          |